# Santa Maria Magdalena de Vergós Guerrejat
Santa Maria Magdalena és una església de Vergós Guerrejat inclosa a l'Inventari del Patrimoni Arquitectònic de Catalunya.

## Descripció
L'església és dalt del turó del poble, oberta a una plaça, i adossada al primitiu Castell de Vergós Guerrejat, per un costat i per l'altre, a l'antiga rectoria. L'edifici presenta planta rectangular, d'una sola nau, capçalera plana i torre campanar. La seva coberta exterior és a doble vessant i disposa d'un ràfec de teula i maó al voltant del seu perímetre. A la façana principal hi ha la porta d'accés d'estructura allindanada amb treball motllurat. Damunt seu hi ha un escut esculpit amb un gos rampant, símbol de la família Meca. Aquesta façana principal també presenta tres óculs, dos de laterals i un damunt de la porta d'accés, així com, dues finestres rectangulars emmarcades per carreus de pedra picada, una d'elles però, tapiada. L'edifici també disposa d'una torre campanar d'estructura quadrada a un costat de la façana principal, oberta amb quatre ulls d'arc de mig punt, ràfec de teula i maó al voltant del seu perímetre i coberta exterior a quatre vessants.

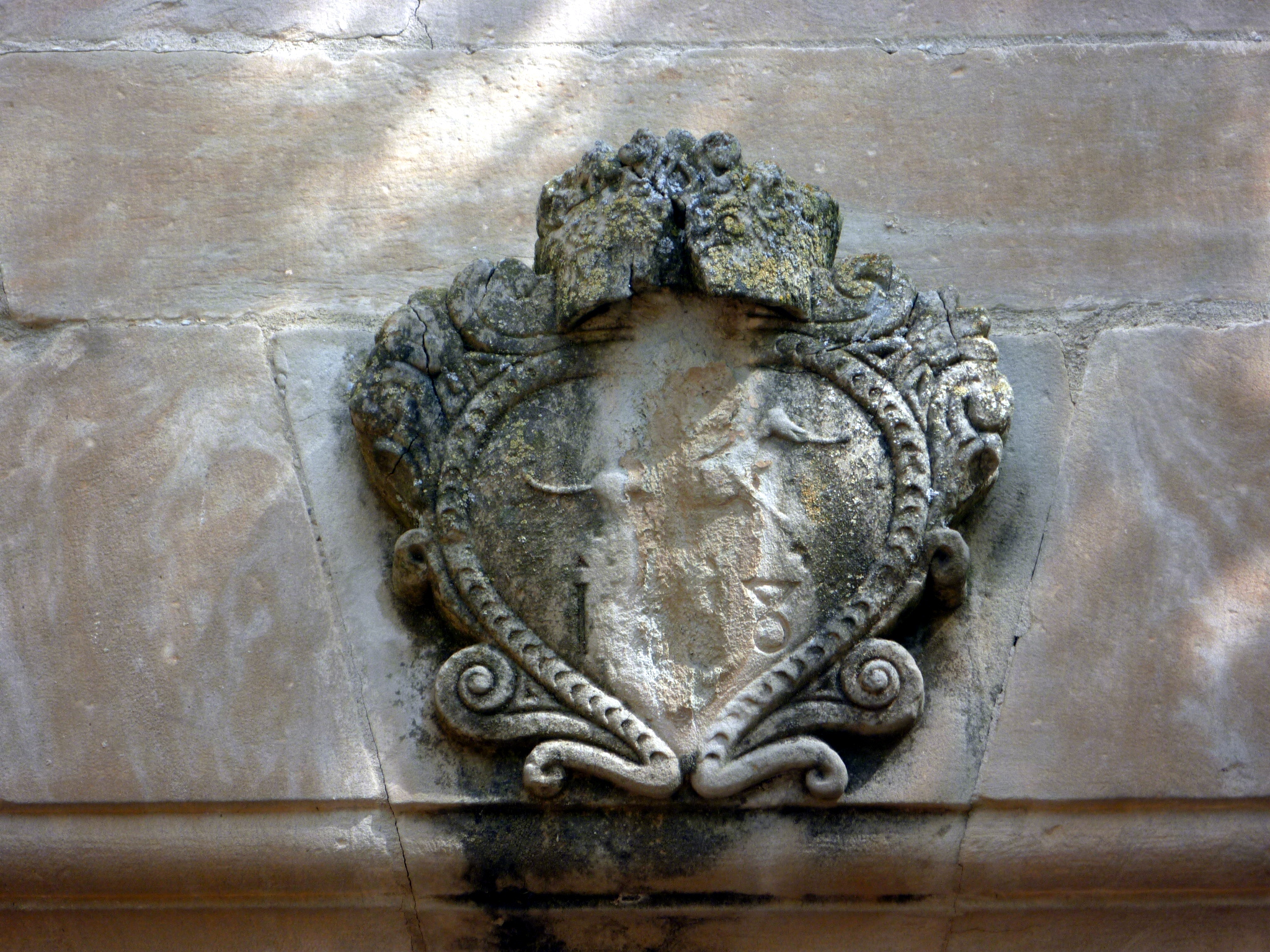
Escut a la llinda de la portada

L'interior de l'església ens mostra la nau de quatre trams amb pilastres adossades i cornisa correguda. El cor es disposa als peus de l'església, amb una volta de creueria, destacant la decoració esculpida a la clau de volta, i que ens mostra, el dibuix d'un gos, al mig d'aquesta, i amb quatre caps sobresortits, que volten la seva estructura rodona. L'obra presenta un parament exterior de pedra calcària disposada en filades regulars, així com carreus treballats amb pedra picada.
La pica baptismal és al baptisteri de l'església. Consta d'un peu baix i una copa adornada amb lòbuls i una sanefa superior geomètrica. El seu interior és llis.
Actualment està pintada.

## Història
La primitiva església romànica durant el segle xi està documentada en el bisbat de Vic però al segle xiii ja estava inclosa al de la Seu d'Urgell. L'any 1312, Galceran Sacosta, ardiaca de la Seu d'Urgell i futur bisbe de Vic, va visitar la parròquia, que estava situada dins el diaconat de la Vall de Lord. Al segle xvi, va passar al bisbat de Solsona.
L'església romànica ja no existeix i la nova es va construir gràcies a l'aportació econòmica de Manuel Meca, senyor del lloc. Va ser beneïda el 8 d'octubre de 1720. Els senyors de Meca van fer diferents donacions a la parròquia.